# 駿河シャモ
駿河シャモ（するがシャモ）は、静岡県で飼育されている軍鶏。

## 概要
静岡県中小家畜試験場（現：畜産技術研究所中小家畜研究センター）で育種開発された肉用鶏である。完成当初から平成18年までは「駿河若シャモ」という名称であったが、「若」はふさわしくないとして現在の名称である駿河シャモに変更された。
育種開発は、1983年（昭和58年）から1990年（平成2年）までの7年間をかけて行われた。育種には、大シャモ（黒色）をベースに、名古屋種、比内鶏、土佐九斤、横斑プリマスロック、ロードアイランドレッド、白色プリマスロックの計7品種が利用された。
現在、静岡県内において年間約9,000羽が生産され、静岡県内および首都圏へ主に出荷されている。